# Léo Delibes
Pour les articles homonymes, voir Delibes.
Clément Philibert Léo Delibes, dit Léo Delibes, né le 21 février 1836 à Saint-Germain-du-Val (aujourd’hui agglomération de La Flèche dans la Sarthe) et mort le 16 janvier 1891 à Paris (1er arrondissement), est un compositeur français.

## Biographie

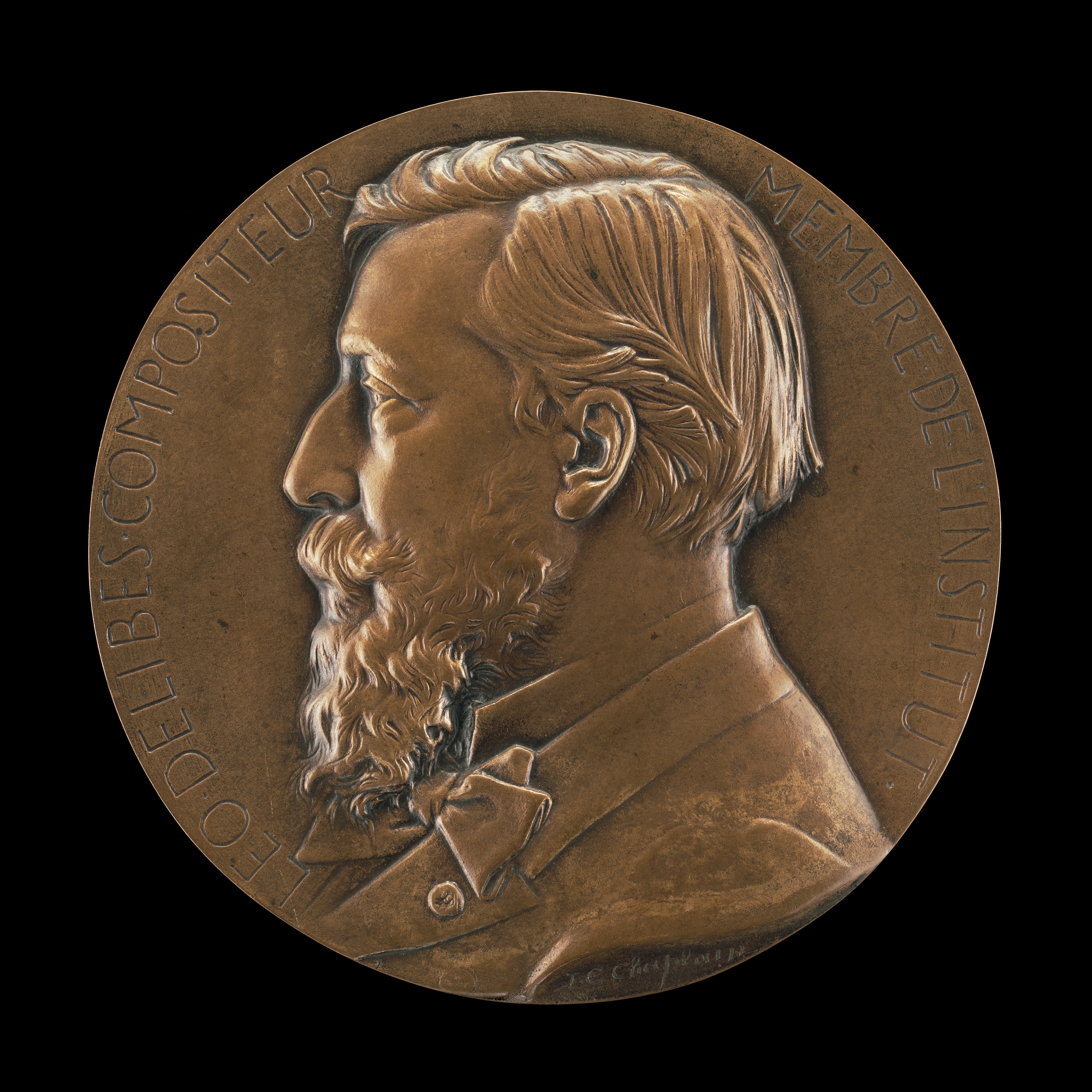
Médaille à l'effigie de Léo Delibes (gravée en 1870 par J.-C. Chaplain).

Léo Delibes est le fils d'un postier — mort prématurément — et d'une mère musicienne, amatrice talentueuse, Élisabeth Clémence Batiste (1807-1886), fille de Jean-Matias Batiste (1778-1848), haute-contre à la chapelle impériale de Napoléon Ier et demi-sœur de l'organiste Antoine Édouard Batiste. Ce dernier va prendre « sous son aile » le jeune Léo orphelin de père, et lui permettre de suivre des études musicales. Léo étudie au Conservatoire de Paris avec Adolphe Adam et obtient un premier prix de solfège en 1850.
En 1855, il est recruté comme accompagnateur au Théâtre-Lyrique. Dès l'année 1856, il se lance dans la composition et propose aux Folies-Nouvelles (actuel Théâtre Déjazet) une « asphyxie lyrique », Deux sous de charbon, qui fait succès mais dont la musique est aujourd'hui perdue. Il enchaîne les opérettes : Deux vieilles gardes (1856), Six demoiselles à marier (1856), Maître Griffard (1857), L'Omelette à la Follembûche (1859, avec un livret de Labiche), Les Musiciens de l'orchestre (1861), Le Serpent à plumes (1864), etc.
En 1858, pour étoffer une reprise du dernier ballet d'Adolphe Adam, Le Corsaire, Delibes compose Le pas des fleurs qui lui attire des louanges.
En 1863, il se fait engager à l’Opéra comme second chef des chœurs, tout en occupant la chaire d'organiste de l'église Saint-Jean-Saint-François (aujourd’hui Sainte-Croix des Arméniens) rue Charlot à Paris.
En 1866, lors de la création du ballet La Source composé en collaboration avec un des principaux spécialistes du genre, Léon Minkus, les pages écrites par Delibes retiennent l'attention des musiciens et des balletomanes. Plus tard, on confie personnellement à Léo Delibes la composition d'un nouveau ballet, Coppélia, ou la fille aux yeux d'émail. Créé à l’Opéra Le Peletier à Paris en 1870, c'est un triomphe. Basé sur une histoire de l’écrivain allemand Ernst Theodor Amadeus Hoffmann, il conte la destinée du vieux Dr Coppelius et de sa poupée Coppélia.
Pendant la Guerre de 1870, il sert comme ambulancier, et assiste au siège de Paris. Il se réfugie en Normandie au moment de la Commune, dont il ne partage pas les aspirations.
Léo Delibes se marie en 1872 avec Léontine Estelle Mesnage dite Denain (1844-1919). Le couple réside à Clichy dans les Hauts-de-Seine, chez la mère de celle-ci, Mademoiselle Denain, ancienne tragédienne de la Comédie-Française.
En 1874, Delibes met en musique un texte posthume d'Alfred de Musset intitulé Nous venions de voir le taureau, sous le titre Les Filles de Cadix.
En 1876, il publie Sylvia ou la Nymphe de Diane, ballet dont l'action se déroule en Grèce. Grand amateur de danse, Tchaïkovski admirait les deux ballets Coppélia et Sylvia.
Il est nommé professeur de composition au Conservatoire de Paris le 10 décembre 1880 en remplacement de Henri Reber, décédé. Bien qu'il n'a pas effectué un parcours brillant au Conservatoire, qu'il n'est pas titulaire du Prix de Rome de composition musicale, ses succès à l'opéra ont fait de lui un candidat incontournable pour ce poste de professeur de composition.
En 1882, Delibes écrit un pastiche d’airs et de danses anciens pour Le Roi s’amuse de Victor Hugo, qui avait fourni plus tôt le sujet du Rigoletto de Verdi.
En 1883, son opéra Lakmé, qui narre l’amour impossible d’un officier britannique et de la fille d’un prêtre de Brahma dans l'Inde du XIXe siècle, confirme sa gloire. La « Scène et légende de la fille du paria », dit Air des clochettes, est un morceau de bravoure pour les sopranos coloratures. Son duo entre Lakmé et Gérald D’où viens-tu ? Que veux-tu ? est également fameux, ainsi que le Duo des fleurs de l'acte I entre Lakmé et sa servante Mallika.
En 1884, Delibes est élu membre de l’Académie des beaux-arts.
Le 16 janvier 1891, il meurt à son domicile 220 rue de Rivoli (Paris), en laissant un opéra inachevé, Kassya, orchestré par Jules Massenet. Il repose dans la 9e division du cimetière de Montmartre où sa sépulture est enrichie de son portrait en médaillon, œuvre de Jules Chaplain.
Delibes reste dans les mémoires comme un maître de la tradition musicale française, légère et mélodieuse, comme il le proclamait lui-même : « Pour ma part, je suis reconnaissant à Wagner des émotions très vives qu’il m’a fait ressentir, des enthousiasmes qu’il a soulevés en moi. Mais si, comme auditeur, j’ai voué au maître allemand une profonde admiration, je me refuse, comme producteur, à l’imiter. »

## Œuvre
Léo Delibes laisse environ 70 œuvres musicales, dont :

### Ballets
- La source (1866), avec Léon Minkus
- Coppélia ou La fille aux yeux d'émail (1870) dans le premier acte duquel figure la mazurka
- Sylvia ou la Nymphe de Diane (1876) dans le dernier acte duquel figurent les pizzicati

### Opéras
- Monsieur de Bonne-Étoile (1860)
- La Cour du roi Pétaud (1869) dont le nom est tiré d'une expression française familière
- Le roi l’a dit, opéra-comique en trois actes (1873)
- Jean de Nivelle (1880)
- Lakmé (1883)
- Kassya (1893, posthume)

### Opérettes
- Deux sous de charbon (1856)
- Deux vieilles gardes (1859)
- L'omelette à la Follembuche, opéra-bouffe en un acte (1859)[9]
- Le serpent à plumes, opéra-bouffe en un acte (1864)
- L'Écossais de Chatou (1869)

### Mélodies
- Les filles de Cadix
- Églogue
- Bonjour, Suzon !
- Messe brève (œuvre pour chœur, soli et orchestre)
- Ave verum corpus à 3 voix d'hommes a cappella « à chanter pour mon enterrement » [manuscrit en ligne]

## Postérité
En 2014, la Variation dansée (pizzicati) extraite du ballet Sylvia ou la Nymphe de Diane est interprétée au concert du nouvel an à Vienne, sous la direction de Daniel Barenboim. C'est la seule fois où une œuvre de Delibes est entendue lors de ce concert traditionnel.

## Discographie
- Le pas des Fleurs : voir l'enregistrement du ballet d'Adolphe Adam, Le Corsaire (English Chamber Orchestra, dir. Richard Bonynge (1993, Decca)
- Les trois ballets – Coppelia*, Sylvia° & La Source - Orchestre du Royal Opera House Covent Garden, le National Philharmonic Orchestra* et le New Philharmonia Orchestra°, dir. Richard Bonynge (1984*, 1972°, 1987, Decca, 460 418-2).
- Coppélia, et Sylvia, intégrales - Minneapolis Symphony Orchestra, dir. Antal Dorati et London Symphony Orchestra, dir. Anatole Fistoulari (1957, 1958, Mercury 434 313-2).
- Coppélia, et Sylvia (suites d'orchestre) - Orchestre Symphonique de Boston, dir. Pierre Monteux (1953, RCA Victor 09026 619752)
- Coppélia, et Sylvia (suites d'orchestre) - Orchestre du Théâtre national de l'Opéra de Paris, dir. Jean-Baptiste Mari (1977, 2CD EMI 767 2082).
- Coppélia, suite d'orchestre, par l'Orchestre Philharmonique de Berlin, dir. Herbert von Karajan (1961, DG 459 216-2) avec La Gaîté Parisienne d'Offenbach/Rosenthal et Les Sylphides de Chopin/Douglas.
- Le Roi s'amuse, six airs de danse dans le style ancien, - Royal Philharmonic Orchestra, dir. Thomas Beecham (1958, EMI 7 633 792)
- Messe brève pour voix de femmes et orgue, - Michel Chapuis (orgue), le Chœur régional de Bourgogne, dir. Roger Toulet (1989, Euro Muses 2003)
- Jardin intime, intégrale des 24 mélodies pour voix seule et piano, - Fanny Crouet (soprano), Artur Avanesov (piano), (2014, Suonicolori)
- Le Roi l'a dit, – 3 mélodies Les filles de Cadix + Eglogue + Bonjour Suzon — par C. Supervia, M. Sénéchal, C. Jacquin... solistes, chœurs et orchestre Radio-Lyrique, dir. Jules Gressier (1956, Malibran).
- Le Roi l'a dit* — L'omelette à la Follembuche° — Le serpent à plumes - par J. Micheau, M. Sénéchal, A. Martineau, L. Dachary, C. Jacquin, J. Mollien, C. Harbell, M. Stiot, J. Peyron... solistes, chœurs et Orchestre lyrique de l'ORTF, dir. A. Girard (1958 / Le Roi l'a dit) et J. Brebion (1973 & 1977 / les 2 opéras-bouffe) (1958*, 1973°, 1977, Musidisc Gaîté Lyrique, 202 392).
- Lakmé, – 4 principales versions intégrales :
  1. Mado Robin, Libero de Luca, Jean Borthayre... solistes, chœurs et orchestre de l'Opéra-Comique de Paris, dir. Georges Sébastian (1952, 2CD Naxos "Historical" 8.111235-36 / Marianne-Mélodie 590924)
  2. Joan Sutherland, Alain Vanzo, Gabriel Bacquier... solistes, chœurs et orchestre national de l'Opéra de Monte-Carlo, dir. Richard Bonynge (1967) (2CD Decca 455 835-2).
  3. Mady Mesplé, Charles Burles, Roger Soyer... solistes, chœurs et orchestre de l'Opéra-Comique de Paris, dir. Alain Lombard (1970) (coffret 2 CD EMI 7494302).
  4. Natalie Dessay, Gregory Kunde, José Van Dam... solistes, chœurs et orchestre du Capitole de Toulouse, dir. Michel Plasson (1997, 2CD EMI 7243 5 56569 26).
- Air des clochettes, extrait de Lakmé : Beaucoup de sopranos (coloratures ou pas) ont enregistré et enregistrent encore cet air séparément, comme Maria Callas (en italien), Édith Gruberova, Sumi Jo, Aida Garifulina, Sabine Devieilhe, Florence Foster Jenkins...

## Reprises
En 1957, l'une de ses mélodies, Les filles de Cadix, est interprétée par Miles Davis et orchestrée par Gil Evans sous le titre The Maids of Cadiz ; elle figure sur l'album Miles Ahead.
Les premières notes du « Cortège de Bacchus », IIIe acte du ballet Sylvia ou la Nymphe de Diane, (1876), ont été reprises par Stu Phillips pour le générique de la série télé K2000.
Le 15 septembre 2009, lors du feu d'artifice de la célébration des 120 ans de la tour Eiffel, la voix de Mady Mesplé est utilisée pour cette opération offerte par le ministère de la Culture, en reprenant l’Air des clochettes de Lakmé.

## Hommages
Sont nommés en son honneur :
- la rue Léo-Delibes, à Paris[10] ;
- l'avenue Léo-Delibes à La Baule-Escoublac ;
- (23937) Delibes, un astéroïde de la ceinture principale[11] ;
- Conservatoire Léo-Delibes, Clichy.